# Sardy-lès-Épiry
Sardy-lès-Épiry là một xã của tỉnh Nièvre, thuộc vùng Bourgogne-Franche-Comté, miền trung nước Pháp.

## Dân số
Theo điều tra dân số 1999 có dân số là 146. On ngày 1 tháng 1 năm 2006, the estimate was 148.